# Reacción de Whiting
La reacción de Whiting es una reacción orgánica en donde se hace reaccionar un diol propargílico con hidruro de litio y aluminio para producir un dieno

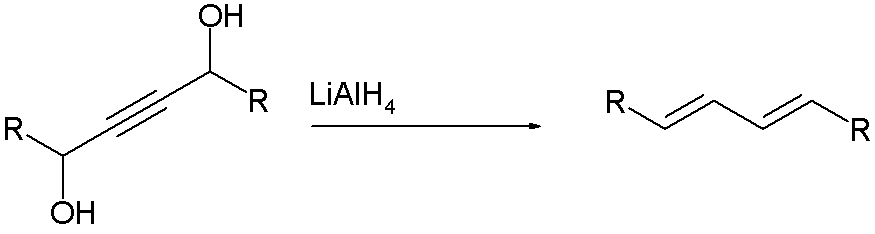
Reacción de Whiting.

Esta reducción orgánica ha sido aplicada en la síntesis del fecapentaeno, un éter glicerolipídico que puede encontrarse en pequeñas cantidades en las heces de personas que viven en países industrializados, y el cual se sospecha que sea un responsable del cáncer de colon. Se utiliza tetrahidropirano y ter-butil-dimetilsililo (TBDMS) como grupos protectores.

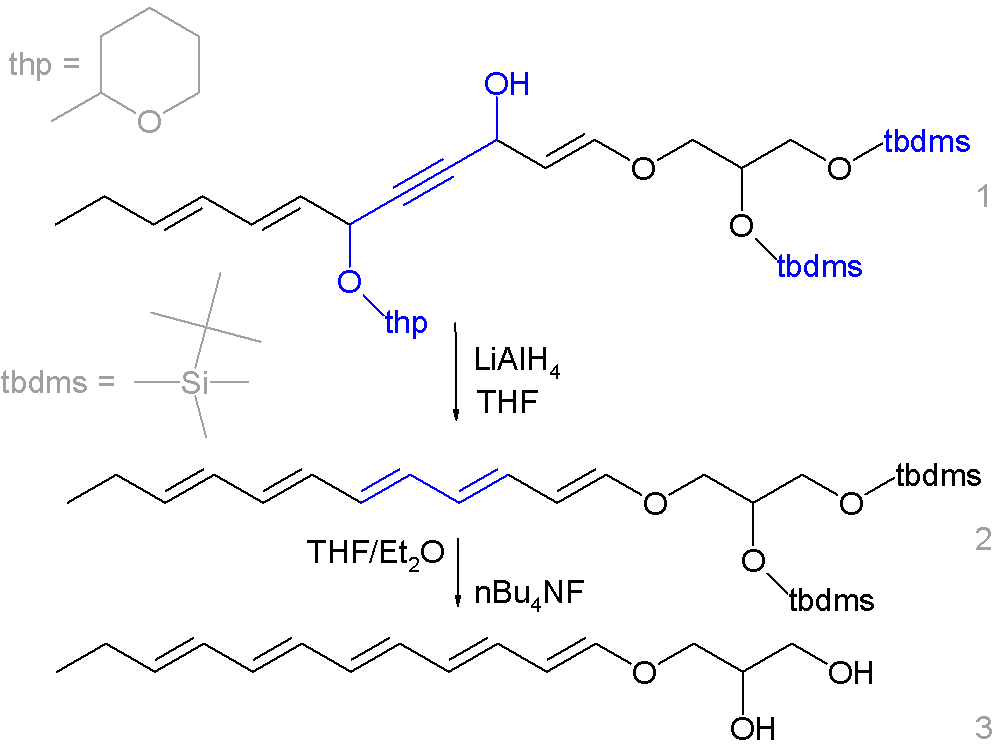
Reacción de Whiting.